# Capenda-Camulemba
Capenda-Camulemba – miasto w północnej Angoli, w prowincji Lunda Północna. Liczy ok. 80 tys. mieszkańców.